# Cixius vatia
Cixius vatia är en insektsart som beskrevs av Tsaur 1991. Cixius vatia ingår i släktet Cixius och familjen kilstritar. Inga underarter finns listade i Catalogue of Life.